# Ганенко Іван Петрович
Іван Петрович Ганенко (нар. 12 березня 1903, місто Єлисаветград, тепер місто Кропивницький — 18 березня 1995, місто Москва) — радянський партійний діяч, секретар ЦК КП(б) Білорусі, 1-й секретар Полоцького обласного комітету КП(б) Білорусі, 1-й секретар Астраханського обласного комітету КПРС. Член Бюро ЦК КП(б) Білорусі в 1950—1952 роках. Кандидат у члени ЦК КПРС у 1956—1961 роках. Депутат Верховної Ради РРФСР 1-го скликання. Депутат Верховної Ради Білоруської РСР 2—3-го скликань. Депутат Верховної Ради СРСР 4—5-го скликань.

## Життєпис
Народився в родині робітника. З 1914 року — учень слюсаря, робітник на залізниці, слюсар заводу.
З 1919 по 1921 рік служив у Червоній армії, учасник Громадянської війни в Росії.
Член ВКП(б) з 1924 року.
З 1924 року — на комсомольській роботі в Сибірському краї.
До 1925 року — секретар осередку ЛКСМ України заводу «Червона зірка» міста Єлисаветграда.
У 1925—1927 роках — завідувач організаційного відділу Єлисаветградського окружного комітету ЛКСМ України, відповідальний секретар Зінов'євського окружного комітету ЛКСМ України.
У 1927—1929 роках — відповідальний секретар Ніжинського окружного комітету ЛКСМ України.
У 1930—1931 роках — представник ЦК ЛКСМ України при Народному комісаріаті землеробства Української РСР.
У 1931—1932 роках — старший інспектор Центральної контрольної комісії ВКП(б) — Народного комісаріату робітничо-селянської інспекції СРСР.
У 1932—1933 роках — ректор Жовтневого комуністичного університету імені Сталіна в Москві.
У 1933—1935 роках навчався в Інституті підготовки кадрів Червоної професури, в 1935—1938 роках — в Економічному інституті Червоної професури.
У 1938—1940 роках — 2-й секретар Новосибірського міського комітету ВКП(б).
У 1940—1941 роках — заступник завідувача організаційно-інструкторського відділу ЦК КП(б) Білорусі.
26 березня 1941 — 26 серпня 1943 року — секретар ЦК КП(б) Білорусії з будівництва. Одночасно з 1941 року — завідувач відділу будівельних матеріалів ЦК КП(б) Білорусі.
З 29 липня по 3 жовтня 1941 року — член Військової Ради 13-й армії Брянського фронту. З жовтня 1941 по 1942 рік — заступник начальника Політичного управління Західного фронту, заступник начальника Політичного управління Волховського фронту. З 9 вересня 1942 по 1943 рік — заступник начальника Білоруського Штабу партизанського руху. Учасник німецько-радянської війни.
У жовтні 1943 — 1947 року — завідувач відділу промислового і комунального будівництва ЦК КП(б) Білорусі; заступник секретаря ЦК КП(б) Білорусі.
У березні 1948 — червні 1950 року — 1-й секретар Полоцького обласного комітету КП(б) Білорусі.
3 червня 1950 — 20 вересня 1952 року — секретар ЦК КП(б) Білорусі.
У вересні 1952 — 1953 року — інспектор відділу партійних, профспілкових і комсомольських органів ЦК ВКП(б) (КПРС). У 1953 — січні 1954 року — завідувач сектора відділу партійних, профспілкових і комсомольських органів ЦК КПРС.
У січні 1954 — 18 квітня 1961 року — 1-й секретар Астраханського обласного комітету КПРС.
З квітня 1961 року — персональний пенсіонер союзного значення в Москві.
Помер 18 березня 1995 року в Москві. Похований на Новодівочому цвинтарі міста Москви.

## Військові звання
- бригадний комісар (1941)

## Нагороди
- орден Червоного Прапора
- орден Суворова ІІ ст.
- орден Червоної Зірки
- медаль «За трудову доблесть»
- медалі